# TRS-80 Model 100
TRS 80 model 100は、1983年にリリースされたハンドヘルドコンピュータであり、京セラが製造して、タンディ・ラジオシャックが販売した。キーボードと液晶ディスプレイを備え、電池で駆動し、ノートや本のような形状と大きさであり、先行例としてEPSON HC-20などがあるが、世界的に知られた最初のノート型コンピュータの1つである。
当初、京セラが自社ブランドでKyotronic 85として日本で販売していたが、あまり売れなかった。この権利をタンディ・コーポレーションが買い取ってアメリカ合衆国とカナダに展開していた家電量販店「ラジオシャック」や、その他各国の提携ディーラーで販売したところ、人気商品となり全世界で600万台以上を売り上げた。京セラは同様の設計に基づき、オリベッティのM-10、NECの PC-8201とPC-8300も開発しており、それぞれに微妙に異なる。当初はMicro Executive Work Station (MEWS) という呼称でマーケティングされたが、呼称の方は普及せず、まもなく忘れられた。

## 仕様

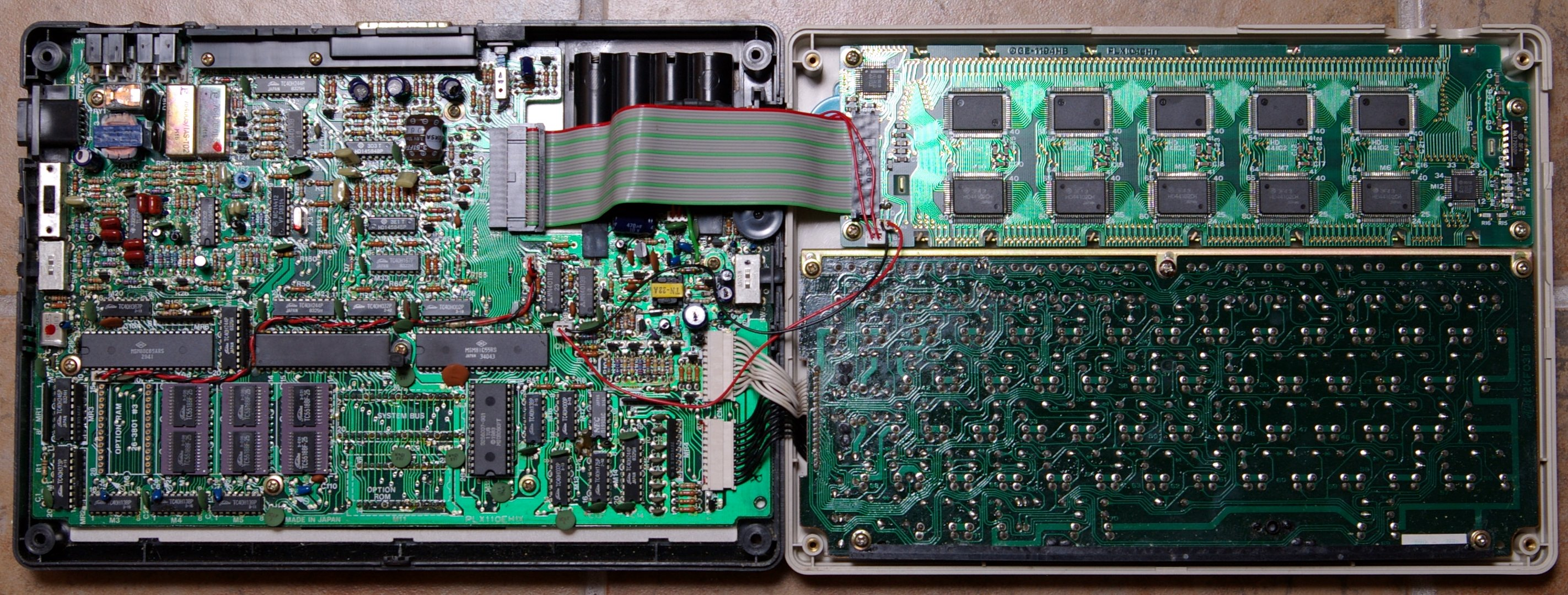
ケースを開いたところ。右側がディスプレイとキーボードの裏面

- プロセッサ：8ビット インテル 80C85、CMOS、2.4MHz
- メモリ：ROM 32Kバイト、SRAM 8 - 32Kバイト。8Kバイト、16Kバイト、24KバイトのSRAMモジュールを装着して最大32Kバイトまで搭載可能。
- 表示：LCD 8行×40桁、240×64ピクセル。バックライト無し。
- キーボード: 56キー。プログラマブル・ファンクションキー×8、専用コマンドキー×4。バックスラッシュ（\）と 縦棒（|）がない。
- 入出力：
  - 300ボー モデム
  - パラレル（プリンタ）ポート
  - シリアルポート（モデムと共通）
  - バーコードリーダー・インタフェース
  - オーディオカセット・インタフェース
  - リアルタイムクロック
- サイズ：300mm × 215mm × 50mm。乾電池内蔵で約1.4kg
- 電源：単三乾電池4本。ACアダプター付属（6V、>180mA）。

8KB版は1099ドル、24KB版は1399ドルで発売された。単三アルカリマンガン電池4本で、20時間使用可能で、メモリ内容は30日間保持可能と宣伝されていた。
Tandy Portable Disk Drive (TPDD)は3.5インチディスケットに100KBのデータを記録できる。その後継のTPDD2では両面に記録でき、倍の200KBの容量になっている。
1984年には、拡張ボックスが発売され、5.25インチフロッピーディスクドライブを内蔵し、CRTへの接続端子が備わっていた。CRTに接続した場合、40桁/80桁の表示が可能である。
バーコードリーダーも発売された。

## 内蔵ROMファームウェア
電源を入れると、アプリケーションとファイルのメニューと日時が表示される。ROMファームウェアなので、立ち上がるまでの時間は非常に短かった。単に電源を入れてすぐに使えるだけでなく、前回電源を切ったときの状態を再開できる。カーソルキーで内蔵アプリケーションかデータファイルを選択すると、アプリケーションが起動する。
32KバイトのROMには Microsoft BASIC N82版が内蔵されている。当時の他のBASICと同等の機能を持ち、同時にこのハードウェア専用の機能を備えていた。例えば、画面のピクセルを指定できる描画機能、モデムとシリアルポートのサポート機能、サウンド機能、カセットテープレコーダーへのアクセス機能、リアルタイムクロックへのアクセス機能、バーコードリーダー機能がある。当時の他の Microsoft BASICとは異なり、浮動小数点演算は倍精度である。
その他に、以下のようなプログラムがROMに内蔵されている。
- TELECOM 端末ソフト。BASICの制御下で遠隔地のタイムシェアリングシステムに自動的にログインする機能がある。
- ADDRSS 住所録管理。
- SCHEDL TODOリスト管理。
- TEXT テキストエディタ。

システムRAM内の隠しファイルの名前は「Hayashi」と「Suzuki」となっており、林淳二と鈴木仁志の2人の設計者を讃えている。もう1つの隠しファイルは「RickY」で Rick Yamashita (山下良蔵) を指している。Model 100の内蔵ソフトは ビル・ゲイツ自身がSuzukiと共に書いたコードが含まれている最後のMicrosoft製品である。ゲイツ自身が「このマシンを私が懐かしく思っているのは、これが私がかなりのコードを書いた最後の製品になったということも関係している」と述べている
データファイルはバッテリーバックアップされたSRAM上に保存される。また、カセットテープレコーダーに保存することもできる。オプションの周辺機器を使えばフロッピーディスクにも保存できた。追加のROMを組み込むことでカスタマイズされたアプリケーションを使うことも可能である。
Model 100のROMには2000年問題があった。メインメニューに表示される年号は「19xx」となるようにコーディングされていた。この問題はワークアラウンドが存在する。

## 用途
持ち運び可能な点と単純さが評価され、model 100 はジャーナリストに好評だった。11ページの文書を作成して内蔵モデムとTELCOMプログラムで自社に原稿を送ることができた。他にも会社員が外出時にメモを取るのに使ったりした。動作中も極めて静かで、キーボードも最近のノートパソコンより高級だった。単三乾電池4本で約20時間連続動作した。データは乾電池とは別の内蔵バッテリーで保持された。ブート手順は単純であり、電源を入れればすぐに使うことができた。model 100は、BASICを作ったマイクロソフト社が200台の導入を決め、各スタッフに持たせるとされた。

model 100 は工場の装置を操作する端末としても使われた。
電池で動作できる時間を延ばす周辺機器やファイル格納域を拡張する周辺機器などがサードパーティから発売されている。内蔵ソフトウェアより高機能なワープロソフトや表計算ソフトも発売されている。また、熱心なホビイストがゲーム、アプリケーション、周辺機器などを作り続けている。
現代のノートパソコンは Model 100 に比べると、大きく、重く、バッテリ寿命が短い。最も近い系統のマシンとしては、AlphaSmart DanaやQuickPad Proがある。これらは教育市場向けだが、ライターや外出の多いプロもよく使っている。
また大きさは異なるが、内蔵機能は携帯情報端末 (PDA)にも似ている。TEXTプログラムはPalmOneのMemoプログラム、ADDRESSとSCHEDLは同じくContacts、Tasks、Calendarを単純にしたものと言える。また、フルサイズのキーボードとBASIC言語を内蔵している点はPDAよりも優れている。BASICを搭載することで、容易にアプリケーションを追加できるよう設計している。
柔軟性と機能性があり、最近でも比較的手ごろな値段で入手可能なため、Model 100とその後継機種（Model 102 / 200 / 600）には今も多くのサポーターがおり、一種のカルトを形成している。

## 後継機種と類似製品
Tandy 200 は Model 100 の姉妹機種で1984年に登場した。ラップトップパソコン型の折りたためるディスプレイで16行×40文字を表示し、24KBのRAMを搭載し、最大72KBまで拡張可能。表計算ソフト Multiplan を内蔵。DTMFのトーン信号を発信できるモデムを内蔵している。Model 100 ではダイヤルパルスだけだった。
最後の後継機種はTandy 600で、1985年10月に登場した。形状はTandy 200と同様だが、表示は80桁に拡張されている。3.5インチのFDD、充電可能なバッテリー、32KBのRAM（最大224KB）を内蔵。マイクロソフト製の16ビット版 Hand Held Operating System (Handheld DOS, HHDOS) を内蔵し、ワープロソフト、カレンダー、データベース、通信ソフト、表計算ソフトを搭載している。BASICは搭載されず、オプションとなっている。
1986年、Model 100を改良した Tandy 102が登場した。ソフトウェアもキーボードも表示もModel 100とほぼ同じだが、若干薄型になっており、24KB版のみ発売された。
その後タンディから発売されたポータブルコンピュータとしてはTandy LT1400から始まるシリーズもあるが、ROMにソフトウェアを内蔵することはなく、通常のラップトップ型パソコンと何ら変わらず、FDDからMS-DOSを起動するようになっていた。

### 他社の類似製品

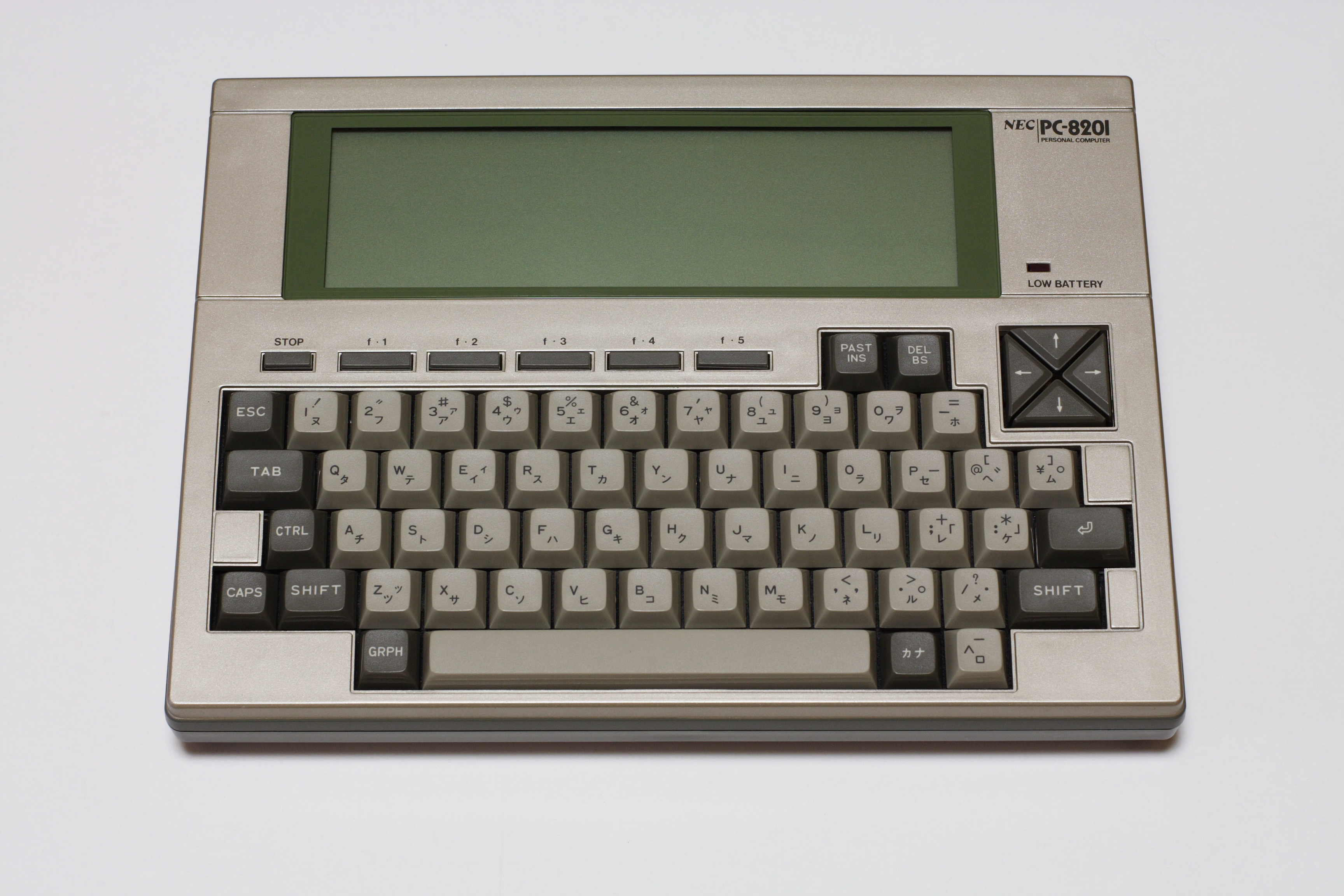
NEC PC-8201

京セラはラジオシャック向けに製造したものとほぼ同じマシンを販売していた。他に同じような形状のマシンとしてはNECのPC-8201やオリベッティのMC 10がある。なお、これらは全てMicrosoftとASCIIが設計し、京セラが製造したものである。ただし、細かい仕様はそれぞれ違う。
model 102は後継機であり、もっと薄くなっている。model 102では最小搭載RAMが 24Kバイトとなった。さらに1984年、model 200が発売されている。model 200は24Kバイト RAM（最大72Kバイト）で、ラップトップ型に進化した 16行×40桁表示の液晶画面を持ち、表計算ソフト（Multiplan）が内蔵されていた。1985年には model 600が発売されている。こちらは、16行×80桁の表示で、CPUは 8088、RAMは32Kバイト（最大224Kバイト）、さらに3.5インチフロッピーディスクドライブを内蔵している。
エプソンのHC-20は model 100よりも1年早くリリースされており、ディスプレイも小さかったが、後継機のHC-40では model 100と同じ程度のディスプレイに進化している。
先述の通り、オリベッティ M-10とNEC PC-8201/8300は、京セラの同じ設計をベースにしている。1983年に登場したエプソンのHC-20は、ディスプレイがもっと小さく、4行×12文字しか表示できず、プログラムやファイルのセーブ用にカセットテープ装置を内蔵していた。他にも、カシオ FP-200、TI CC-40、キヤノン X-07などのハンドヘルドコンピュータが各社から発売されていた。
ジャーナリスト向けに作られたModel 100と同様の形状と大きさのシステムとしては、Teleram T-3000やGRiD Compassがあり、後者はアメリカ航空宇宙局（NASA）でも使われていた。GRiDは後にタンディに買収されている。1985年のBondwell 2はModel 200(Tandy 200)と似たような形状で、CP/Mが動作した。
データゼネラルの開発したData General/One (DG-1)はMS-DOSが動作するラップトップ機で、Tandy LT1400に似ている。これは1984年に登場した。同じく1984年に登場したZP-150はTandy 600に先行している。この2機種は似ているが、ZP-150にはBASICが搭載されており、最大RAM容量が大きいが、FDDを内蔵していない。
イギリスの発明家クライブ・シンクレアが1987年に開発したCambridge Z88も形状や機能がModel 100に似ているが、拡張性に優れていた。

## エミュレータ
- VirtualT - オープンソースの Model 100/102/200 エミュレータ。デバッガを内蔵している。